# Ozeaneum
Ein Ozeaneum oder Ozeanarium ist ein meereskundliches Museum, dessen Schwerpunkt häufig die Präsentation von lebenden Tieren in Aquarien ist.

## Beispiele
- Ozeaneum Stralsund
- das Oceanário de Lisboa in Lissabon (Portugal)
- das Ozeaneum Rotterdam im Rotterdamer Zoo Diergaarde Blijdorp
- das L’Oceanogràfic in Valencia
- Océanopolis in Brest (Finistère)
- Ozeanographisches Museum Monaco
- das Moskwarium in Moskau
- Virginia Aquarium and Marine Science Center in Virginia Beach